# Магниторотационная неустойчивость
Магниторотационная неустойчивость (МРН) — неустойчивость проводящей жидкости, вращающейся в магнитном поле. Устойчивость вращающейся жидкости без магнитного поля изучалась Куэттом (Couette, 1890), Маллоком (Mallock, 1896), Рэлеем (Rayleigh, 1917), Тейлором (Taylor, 1923). Локальное условие устойчивости вращающейся жидкости можно получить из следующих соображений. Выберем произвольный элемент жидкости (элемент объёма) в слое, расположенном на некотором расстоянии от оси вращения, и сместим по радиусу этот элемент. В новом положении при малой вязкости (то есть при большом числе Рейнольдса) элемент сохранит момент количества движения, пропорциональный его азимутальной скорости. Дальнейшее движение элемента по радиусу будет зависеть от соотношения между центробежной силой, действующей на него, и градиентом давления в этом слое. В равновесии градиент давления уравновешивает центробежную силу, действующую на окружающую жидкость. Если окружающая жидкость имеет меньший момент количества движения, то равновесный градиент давления окажется недостаточным для удержания в этом слое смещённого элемента и разовьётся неустойчивость. Таким образом, течение оказывается неустойчивым, если момент количества движения (на единицу массы) {\displaystyle r^{2}\Omega } падает с радиусом (критерий Релея)
Иное дело, если жидкость оказывается проводящей и помещена в магнитное поле. Для конкретности рассмотрим вращение хорошо проводящей жидкости (большое магнитное число Рейнольдса) вокруг оси, параллельной магнитному полю. При смещении элемента объёма магнитная силовая линия оказывается вмороженной в исходный слой и сохраняется угловая скорость элемента. Для устойчивости течения необходимо, чтобы угловая скорость {\displaystyle \Omega } не падала с радиусом (Велихов, 1959), то есть
Это условие глобально не может быть выполнено, так как скорость где-то превысит скорость света. При этом критерий не зависит от величины магнитного поля. Магнитное поле дестабилизирует течение вплоть до некого предельного значения. Сильное магнитное поле за счёт натяжения магнитных силовых линий стабилизирует поток.
В природе магниторотационная неустойчивость, по-видимому, наблюдается в жидком ядре Земли (Велихов, 2005), в звёздах, например в Солнце (Ruediger, 2004), в аккреционных дисках (Balbus и Hawley, 1991). В жидком ядре Земли источником неустойчивости может быть дифференциальное вращение, вызванное термической и химической конвекцией жидкого ядра. Дифференциальное вращение вызывает появление МРН, генерирующей магнитное поле. В свою очередь, поле ликвидирует дифференциальное вращение. В результате взаимодействие двух процессов, возможно, объясняет периодические срывы магнитного поля с характерным временем порядка 10000 лет, разделённые длительными периодами (сотни тысяч лет) стабильного существования поля. В Солнце МРН приводит к тому, что 70 процентов Солнца вращается как твёрдое тело (Ruediger).

Проблема объяснения механизма падения вещества на притягивающий центр заключается в том, что при сохранении момента количества движения центробежная сила в аккреционном диске не позволит веществу упасть в центр. В 1973 году Н. И. Шакура и Р. А. Сюняев предложили модель сильно турбулентного аккреционного диска, вязкость в котором пропорциональна скорости звука и толщине диска. В 1991 году Бальбус (Balbus) и Хейли (Hawley) предположили, что магниторотационная неустойчивость вызывает эту турбулентность. МРН должна наблюдаться во вращающихся галактиках и других вращающихся объектах Вселенной. Если существует глобальное вращение Вселенной в целом, то оно должно приводить к появлению глобального магнитного поля.

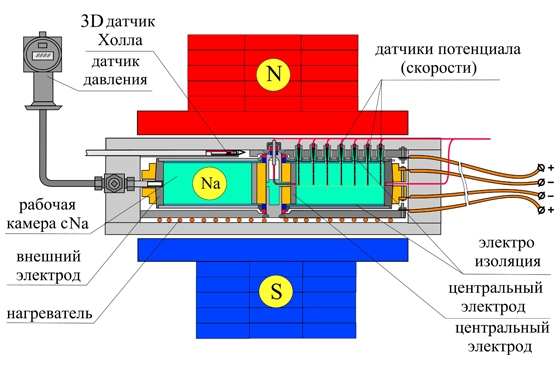
Схема экспериментальной установки для изучения МРН в ГНЦ РФ ФЭИ (Обнинск, Россия)

Экспериментально магниторотационная неустойчивость изучается сейчас в ряде лабораторий: Университет Мэриленда (D. Lathrop, Maryland, USA), ГНЦ РФ Физико-энергетический институт имени А. И. Лейпунского (ФЭИ) (Обнинск, Россия), Принстонский университет (Prinсеton, USA). Для наблюдения МРН необходимо достигнуть достаточно больших (существенно превосходящих единицу) магнитных чисел Рейнольдса, используя в качестве жидкости жидкий натрий. Самая крупная установка создана в Университете Мериленда (D. Lathrop, Maryland, USA) — вращающаяся сфера диаметром в 4 метра. Вторая проблема связана с созданием начального профиля скорости для изучения неустойчивости. Магнитное поле приводит к появлению вторичных течений, а высокие числа Рейнольдса приводят к возбуждению гидродинамической турбулентности. В ГНЦ РФ ФЭИ (Обнинск, Россия) вращение возбуждается током, протекающим поперёк магнитного поля, что может позволить исключить вторичные течения и гидродинамическую турбулентность. Можно надеяться на то, что в ближайшее время удастся экспериментально исследовать возникновение и развитие магнитогидродинамической турбулентности.